# Џон Хортон Конвеј
Џон Хортон Конвеј FRS (26. децембар 1937 — Принстон, 11. април 2020) је енглески математичар који се бавио коначним групама, теоријом чворова, теoријом бројева, комибинаторном теоријом игара и теоријом кодирања. Допринео је разним гранама забавне математике. Најзначајнији допринос у области теорије аутомата му је ћелијски аутомат познат под именом „Игра живота”. Конвеј је првy половину своје дуге каријере провео на Универзитету Кембриџ, у Енглеској, а другу половину на Универзитету Принстон у Њу Џерсију, где је стекао титулу професор емеритус.

## Детињство и младост
Конвеј је рођен у Ливерпулу, у породици Сирила Хортона Конвеја и Агнес Бојс. Заитересовао се за математику још као дечак; мајка је говорила да је већ са четири године знао да изрецитује бројеве који одговарају степенима двојке. До једанаесте године желео је да постане математичар.
После завршеног шестог разреда, Конвеј је уписао колеџ Гонвил и Киз Универзитета у Кембриџу с циљем да учи математику. Како је у претходној школи важио за „веома интровертног адолесцента”, решио је да искористи полазак на Кембриџ као прилику да постане екстровертнија личност.
Диплому основних струдија стекао је 1959, а затим је изабрао да се бави истраживањима у теорији бројева уз помоћ ментора Харолда Давенпорта. Након што је пронашао решење Давенпортовог нерешеног проблем инспирисаног идејом да се сваки број запише као збир петих степена, Конвеј је почео да се интересује за бесконачне редне бројеве. Изгледа да се његов интерес за игре појавио током основних студија математике на Кембриџу, када је постао страствени играч бекгемона тако што је проводио сате и сате играјући партије с колегама. По одбрани доктората 1964, најпре је постао асистент, а затим и професор на колеџу Сидни Сасекс у оквиру Универзитета у Кембриџу.
Након што је напустио Кембриџ 1986. године, преузео је место шефа катедре за математику на Универзитету Принстон, које је носило име Џона фон Нојмана.

## Конвејева Игра живота
Конвеј је посебно познат по креирању његове игрице Игра живота, један од раних примера ћелијске аутомације. Његови иницијални експерименти у том пољу су били урађени папиром и оловком, много пре него што су лични компјутери постојали.
Од када је Мартин Гарднер представио игру у часопису Научни Американaц у 1970, из тога су исходиле стотине компјутерских програма, веб сајтова и артикала. То је срж рекреацијоне математике. Постоји широк чланак посвећен уређивању и каталоговању разних аспеката игрице. Од најранијих дана била је фаворит у комјутерским лабораторијама због теориског интереса и као практична вежба у програмирању и приказивању податак. Тада је Конвеј рекао да заправо мрзи Игру живота — углавном зато што баца сенку на ствари које је он урадио и сматра дубљим и битнијим. Било како било, игрица је помогла покретању нове гране математике, поље ћелијског аутомата.
За игру живота се данас зна да је (Тјуринг потпуна).

## Конвеј и Mартин Гарднер
Конвејева каријера се преплиће са популаризаторoм математике и колумнисте Научног Американца (енгл. Scientific American) Мартином Гарднером. Када је Гарднер у својој колумни Математичке игре у октобру 1970. године представио Конвејеву Игру Живота, постала је најчитанија од свих његових колумни и учинио је Конвеја убрзо славним. Гарднер и Конвеј су се први пут дописивали крајем 1950-их, а током година Гарднер је често писао о рекреативним аспектима Конвејевог рада. На пример, он је разговарао о Конвејевој игри Sprouts (Јул 1967), Hackenbush (Јан 1972), и његовом проблему анђела и ђавола (Феб 1974). У септембру 1976. године он је прегледао Конвејеву књигу О бројевима и играма и упознао јавност са Конвејевим надреалним бројевима. Конференције под називом Окупљање 4 Гарднер (енг. Gathering 4 Gardner) се одржавају сваке две године како би се прославило наслеђе Мартина Гарднера, а Конвеј је често био истакнути говорник на тим догађајима, расправљајући о различитим аспектима рекреативне математике.

## Главна подручја истраживања

### Комбинаторна теорија игара
Конвеј је надалеко познат по својим доприносима комбинаторној теорији игара, теорији партизанских игара. Ово је развио са Елвином Берлекамп и Ричардом Гајом, а са њима је и ко-аутор књиге Победнички начин за ваше математичке игре. Написао је и књигу О бројевима и играма која описује математичке темеље комбинаторне теорије игара.
Он је такође један од проналазача игара клице, као и филозофски фудбал. Развио је детаљне анализе многих других игара и слагалица, као што су Сома коцка, Солитер и Ковејових војника. Смислио је проблема са анђелима, који је решен 2006. године.
Он је измислио нови систем бројева, надреалне бројеве, који су уско повезани са одређеним играма и били су предмет математичког романа Доналда Кнута. Он је такође измислио номенклатуру за изузетно велике бројеве, Конвејовом окованом стрелицом. О овоме се много говори у 1. делу „О бројевима и играма”.

### Геометрија
Средином шездесетих година двадесетог века са Мајклом Гајом, сином Ричарда Гаја, Конвеј је установио да има шездесет и четири конвексне унифициране поликоре осим два бесконачна скупа призмастих тела. Открили су велику антипризму у процесу, једини невитофијански униформни поликорон. Конвеј је такође предлозио систем обележавања посвећен описивању полиедара који се звао Конвејова полиједарска нотација.
У теорији теселација, извео је Конвејев критеријум који описује правила за одређивање да ли ће протоплоча да поплоча раван.
Он је истражио решетке у вишим димензијама и био је први који је одредио симетричну групу пијавичастих решетки.

### Геометријска топологија
У теорији чворова, Конвеј је формулисао нову варијанту Александровог полинома и произвео нову инваријанту која се сада зове Конвејов полином. Након што је био неактиван дуже од једне деценије, овај концепт је постао централан у његовом роману из 1980. о „Чворним полиномима”. Конвеј је даље развио теорију заплетања и изумео систем нотације за табелирање цворова, данас позната као Конвејска нотација, исправљајући бројне грешке у табелама чворова из 19. века и проширујући их тако да укључују све осим четири несмењујућих простих бројева са 11 укрштања.

### Теорија група
Он је био примарни аутор АТЛАС-а за коначне групе који је дао својства многих коначних једноставних група. Радећи са својим колегама Робертом Кертисом и Симоном П. Нортоном, конструисао је прве конкретне приказе неких спорадичних група. Тачније, открио је три спорадичне групе засноване на симетрији пијавичастих латица, које су означене као Конвејеве групе . Овај рад му је кључни елемент у успешној класификацији коначних простих група.
На основу опажања математичара Џона Макеја из 1978. године, Конвеј и Нортон су формулисали комплекс претпоставки познатих као монструозни лун. Ова тема, којој је Конвеј дао назив, повезује Монстер групу с елиптичним модуларним функцијама, те тако премошћује два претходно различита подручја математике — коначне групе и теорију сложених функција. Показало се да је теорија монструозне мононезије такође имала дубоке везе са теоријом струна .
Конвеј је представио Матју групоид, проширење Матју групе М12 на 13 поена.

### Теорија бројева
Као постдипломац, доказао је један случај претпоставке Едварда Варинга, у којем се сваки број може написати као сума од 37 бројева, од којих је сваки подигнут на пети степен, иако је Чен Јингрун самостално решио проблем пре него што је Конвејев рад могао бити објављен.

### Алгебра
Конвеј је написао уџбенике и урадио оригинални рад у алгебри, фокусирајући се посебно на кватернионе и октонионе. Заједно са Нејлом Слоуном, измислио је икосиане.

### Анализа
Он је изумео функцију базе 13 као контрапример супротности теореме о средњој вредности: функција преузима сваку реалну вредност у сваком интервалу на правој линији, тако да има Дарбоово својство, али није непрекидна.

### Алгоритмика
Да би израчунао дан у седмици, смислио је алгоритам судњег дана. Алгоритам је једноставан за свакога са основном аритметичком способношћу да ментално изврши израчунавања. Конвеј је обично могао да да тачан одговор за мање од две секунде. Како би побољшао своју брзину, он је практиковао своје календарске прорачуне на свом рачунару, који је програмиран да га испитује са случајним датумима сваки пут када се пријави. Једна од његових раних књига је била о коначним аутоматима.

### Теоријска физика
У 2004, Конвеј и Сајмон Б. Кочен, још један математчар из Принстона, доказали су теорему о слободној вољи, запањујућу верзију принципа 'нема скривених варијабли' квантне механике. Наводи се да, под одређеним условима, ако експериментатор може слободно одлучити које количине да мере у одређеном експерименту, онда елементарне честице морају бити слободне да бирају своје окретаје да би мерења била у складу са физичким законом. У Конвејовом провокативном тексту: „ако експериментатори имају слободну вољу, онда је имају и елементарне честице.”

## Награде и достигнућа
Конвеј је добио Бервикову награду (1971), изабран је за члана Краљевског друштва (1981), био је први добитник награде Полиа (ЛМС) (1987), освојио је награду Немерс за математику (1998) и примио је награду Лирој П. Стил за математичку изложбу (2000) Америчког математичког друштва.
Његова номинација, 1981, гласи:
Свестран математичар који комбинује дубоки комбинаторни увид са алгебарском виртуозношћу, посебно у конструкцији и манипулацији „оф-бит” алгебарских структура које показују велики број проблема на неочекиване начине. Он је дао значајан допринос теорији коначних група, теорији чворова, математичкој логици (теорији скупова и теорији аутомата) и теорији игара (као и њеној пракси).
Конвеј је 2017. постао почасни члан Британског математичког удружења.

## Публикације
- 2008 Conway, John H.; Burgiel, Heidi; Goodman-Strauss, Chaim (2008). The symmetries of things. Taylor & Francis. ISBN 9781568812205. (with Heidi Burgiel and Chaim Goodman-Strauss). A. K. Peters, Wellesley, MA.
- 1997 The sensual (quadratic) form. ISBN 9781614440253. (with Francis Yein Chei Fung). Mathematical Association of America, Washington, DC, 1997, Series: Carus mathematical monographs, no. 26.
- 1996 Conway, John Horton; Guy, Richard K. (1996). The book of numbers. Copernicus. ISBN 9780614971668. (with Richard K. Guy). Copernicus, New York.
- 1988 Sphere packings, lattices, and groups[38] (with N. J. A. Sloane). Springer-Verlag, New York, 1988, Series: Grundlehren der mathematischen Wissenschaften, 290.  9780387966175.
- 1985 Atlas of finite groups. 1985. ISBN 9780198531999. (with Robert Turner Curtis, Simon Phillips Norton, Richard A. Parker, and Robert Arnott Wilson). Clarendon Press, New York, Oxford University Press.
- 1982 Berlekamp, Elwyn R.; Conway, John Horton; Guy, Richard K. (1982). Winning Ways for your Mathematical Plays. Academic Press. ISBN 9780120911509. (with Richard K. Guy and Elwyn Berlekamp). Academic Press.
- Conway, J. H.; Norton, S. P. (1979). „Monstrous Moonshine”. Bulletin of the London Mathematical Society. 11 (2): 308—339. doi:10.1112/blms/11.3.308.
- 1979 On the Distribution of Values of Angles Determined by Coplanar Points (with Paul Erdős, Michael Guy, and H. T. Croft). Journal of the London Mathematical Society, vol. II, series 19, pp. 137–143.
- 1976 On numbers and games. Academic Press. 1976. ISBN 9780121863500., New York, 1976, Series: L.M.S. monographs, 6.
- 1971 Regular algebra and finite machines. Chapman and Hall. 1971. ISBN 9780412106200., London, 1971, Series: Chapman and Hall mathematics series.